# سبيل أم عباس
سبيل أم عباس (1284هـ/1867م) بالقاهرة. أنشأته بنبه قادن أم عباس باشا وزوجة الأمير أحمد طوسون باشا. يقع السبيل عند تقاطع شارع الركبية وشارع السيوفية مع شارع الصليبة أمام حمام الأمير شيخو بالقاهرة. تم تخطيط حجرة السبيل على شكل مثمّن، وهذا التخطيط من الأمثلة النادرة بالقاهرة، ويغطيها قبة مثمّنة الأضلاع بدون منطقة انتقال، والواجهة مكسوة بالرخام وزخارفها من طراز الباروك والركوكو.
خصص سبيل أم عباس لتوزيع مياه الشرب النقية على المارة طلباً للثواب واستجلاباً للدعاء. فقد ألحقت به السيدة بنبا كتّاباً أو مكتباً عينت به معلمين لتعليم الأطفال العلوم الحديثة، كما في المدارس الحكومية على عهد الخديو إسماعيل. وقد وفّر السبيل مياه الشرب للمارة وأيضاً للبيوت التي لا يقدر أصحابها على تحمل أجور السقاءين.

## معرض صور

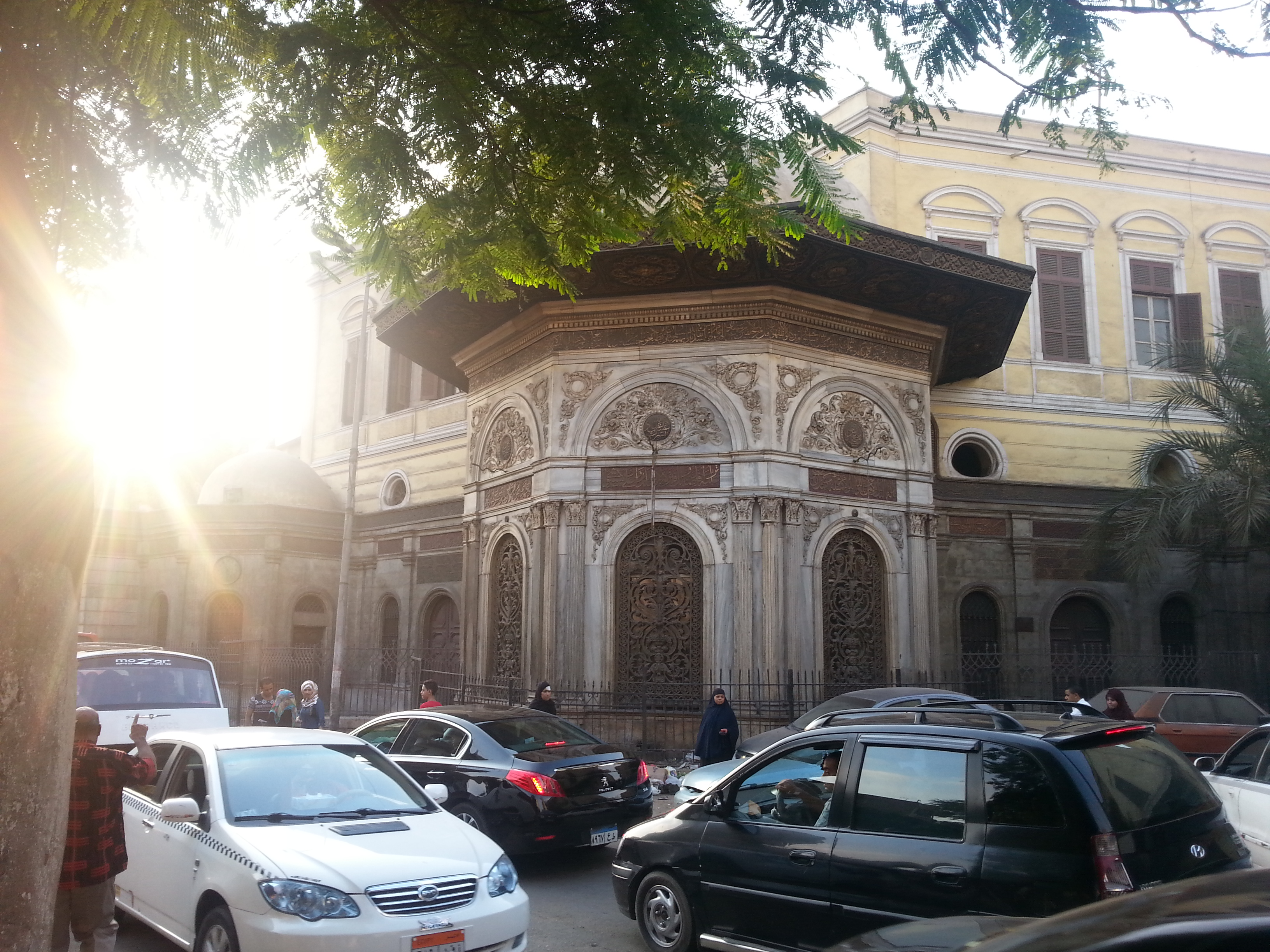